# Toronto Aura Lee
Toronto Aura Lee (celým názvem: Toronto Aura Lee Hockey Club) byl kanadský juniorský klub ledního hokeje, který sídlil v Torontu v provincii Ontario. V letech 1916–1926 působil v juniorské soutěži Ontario Hockey Association (později Ontario Hockey League). Své domácí zápasy odehrával v hale Mutual Street Arena s kapacitou 7 500 diváků.
Nejznámější hráči, kteří prošli týmem, byli např.: Billy Burch, Lionel Conacher, Babe Dye nebo Harry Watson.

## Úspěchy
- J. Ross Robertson Cup ( 4× )
  - 1915/16, 1916/17, 1921/22, 1924/25

## Přehled ligové účasti
Zdroj: 
- 1916–1926: Ontario Hockey Association